# Yale (Illinois)
Yale es una villa ubicada en el condado de Jasper en el estado estadounidense de Illinois. En el Censo de 2010 tenía una población de 86 habitantes y una densidad poblacional de 57,75 personas por km².

## Geografía
Yale se encuentra ubicada en las coordenadas 39°7′13″N 88°1′28″O / 39.12028, -88.02444. Según la Oficina del Censo de los Estados Unidos, Yale tiene una superficie total de 1.49 km², de la cual 1.49 km² corresponden a tierra firme y (0%) 0 km² es agua.

## Demografía
Según el censo de 2010, había 86 personas residiendo en Yale. La densidad de población era de 57,75 hab./km². De los 86 habitantes, Yale estaba compuesto por el 95.35% blancos, el 0% eran afroamericanos, el 3.49% eran amerindios, el 0% eran asiáticos, el 0% eran isleños del Pacífico, el 0% eran de otras razas y el 1.16% pertenecían a dos o más razas. Del total de la población el 3.49% eran hispanos o latinos de cualquier raza.